# Respawn Entertainment
Respawn Entertainment er et amerikansk computerspil-firma baseret i Beverly Hills, Californien. Respawn Entertainment blev opkøbt af Electronic Arts den 1. december 2017.

## Spil
- Titanfall 1 (2014)
- Titanfall 2 (2016)
- Titanfall: Assault (2017)
- Star Wars: Jedi Fallen Order (2019)
- Apex Legends (2019)

| Firma | Spire Denne artikel om et firma eller en virksomhed i USA er en spire som bør udbygges. Du er velkommen til at hjælpe Wikipedia ved at udvide den. |

1. ↑  Navnet er anført på engelsk og stammer fra Wikidata hvor navnet endnu ikke findes på dansk.